# Yakassé-Attobrou
Yakassé-Attobrou est une localité située dans le Sud de la Côte d'Ivoire, dans la région de La Mé, près d'Adzopé. La localité de Yakassé-Attobrou est chef-lieu de commune, de sous-préfecture et de département. Elle est située à 103 km de la capitale Abidjan.   

## Géographie

### Relief
Le relief y est accidenté on a la présence de collines. 

### Climat
Le climat est de type équatorial. Il y a deux saisons sèches et deux saisons de pluie. 

### Population
La population y est constituée du peuple autochtone Akyé, d'autres ethnies (Abron, Agni, Baoulé, Malinké…) et des ressortissants de la CEDEAO. 

## Infrastructure et développement

### Mairie
La commune de Yakassé-Attobrou dispose d'un nouvel édifice inauguré le 22 janvier 2022,. 

### Infrastructure routière
L'axe de la voie Adzopé-Yakassé-Attobrou, réalisé en août 2019, permet de relier Yakassé-Attobrou aux autres localités environnantes du Sud-est ivoirien,. 